# WDR 2 Klassik
WDR 2 Klassik war ein Hörfunkprogramm des Westdeutschen Rundfunks.

## Programm
WDR 2 Klassik bot rund um die Uhr klassische Musik und aktuelle Informationen. Die Wortbeiträge waren Übernahmen von WDR 2 und wurden mit einer kleinen Zeitverzögerung zum Hauptprogramm von WDR 2 gesendet, da die klassischen Titel in der Regel ausgespielt wurden.
Wurde im Hauptprogramm von WDR 2 eine reine Musiksendung wie Yesterday oder der Musikclub gesendet, lief auf WDR 2 Klassik ein Radiokonzert mit längeren Musikstücken. In der Nacht wurde das ARD-Nachtkonzert übernommen.

## Einstellung

Logo von Mein WDR Radio

Im Zuge des 12. Rundfunkänderungsstaatsvertrages stellte WDR 2 Klassik am 28. Mai 2009 – ebenso wie 1 Live Kunst –  seinen Programmbetrieb ein. Nachfolger war das bereits am 24. August 2009 wieder abgeschaltete Internetangebot Mein WDR Radio, das zwei Programme mit klassischer Musik als Livestream anbot, die neben Musik auch Beiträge und Sendungen der übrigen Hörfunkprogramme beinhalteten. Die Schwerpunkte der beiden Programme waren Politik und Wirtschaft bzw. Wissenschaft und Bildung.

## Empfang
- Digital Radio DAB in Nordrhein-Westfalen
- DVB-S ASTRA 19,2° Ost
- Astra Digital Radio ASTRA 19,2° Ost
- Digitale Versuchssendungen gab es auf Mittelwelle, 1593 kHz (Sender Langenberg)[1]
- Livestream im Internet

Die Verbreitungswege wurden nach der Einstellung vom Kinderprogramm KiRaKa übernommen.